# Camponotus pulchellus
Camponotus pulchellus é uma espécie de inseto do gênero Camponotus, pertencente à família Formicidae.